# Francisco Solano López
Francisco Solano López (ur. 24 lipca 1827 w Asunción, zm. 1 marca 1870 w Cerro Corá) – prezydent Paragwaju od 1862 do śmierci w 1870. Najstarszy syn prezydenta Carlosa Antonio Lópeza, po którym przejął urząd. Nazywany latynoskim Napoleonem, był odpowiedzialny za wybuch wojny paragwajskiej, która stała się także przyczyną jego śmierci.

## Młodość
Solano urodził się w Manorá na ówczesnych przedmieściach Asunción. Był naczelnym dowódcą armii paragwajskiej w czasie drobnych starć z Argentyną w 1846. W 1853 jako minister udał się z wizytą do Europy, gdzie spędził półtora roku, przebywając m.in. w Anglii, Francji i we Włoszech. Zakupił tam duże ilości uzbrojenia i innego sprzętu wojskowego, łącznie z kilkoma parowcami. Zaproponował także projekt budowy kolei i założenia kolonii francuskiej w Paragwaju. W 1853 spotkał w Paryżu irlandzką kurtyzanę Elizę Lynch, w której zakochał się i zabrał do swojej ojczyzny. To ona miała zostać pierwszą damą Paragwaju.

## Władza
Po powrocie z Europy został ministrem wojny w 1855, a w 1862 po śmierci ojca przejął stery rządu jako wiceprezydent. Następnie zwołał kongres, który mianował go prezydentem na 10 lat. Wzorując się na Napoleonie, plany miał ambitne i dalekosiężne. Dążył do zjednoczenia Urugwaju z Paragwajem i utworzenia Wielkiego Paragwaju, co zapewniłoby jego ojczyźnie upragniony dostęp do morza. By zrealizować swój cel musiałby jednakże zaanektować ziemie leżące pomiędzy tymi krajami, a należące do Argentyny i Brazylii. Wkrótce nadarzyła się ku temu okazja.

## Wojna
Gdy w 1864 wojska brazylijskie wkroczyły do pogrążonego w wojnie domowej Urugwaju, López zażądał ich wycofania. Po zignorowaniu tych żądań zarządził konfiskatę brazylijskiego statku kupieckiego w porcie w Asunción i wtrącił do więzienia brazylijskiego gubernatora stanu Mato Grosso, który był na jego pokładzie. W grudniu tego samego roku najechał prowincję Mato Grosso, którą zaanektował i złupił jej stolicę Cuiabę. Objął w posiadanie znajdujące się tam kopalnie diamentów.
Następnie zamierzał wysłać armię na pomoc urugwajskiemu prezydentowi Aguirre przeciwko rewolucyjnemu uzurpatorowi wspieranemu przez Brazylię. Odmowa argentyńskiego prezydenta Bartolomé Mitre na przemarsz wojsk paragwajskich przez terytorium Argentyny została potraktowana przez Lópeza jako pretekst do wojny z nią.
Szybko zgromadzony kongres składający się z nominowanych przez Lópeza członków mianował go marszałkiem z nadzwyczajnymi uprawnieniami. A 13 kwietnia 1865 wypowiedział wojnę Argentynie, konfiskując argentyńskie statki wojenne w zatoce Corrientes. Pod okupację wzięto też miasto Corrientes wraz z prowincją o tej samej nazwie, włączono także do Paragwaju prowincję Entre Rios. W tym czasie partyzantka urugwajska zdobyła władzę i ogłosiła wojnę przeciwko Paragwajowi, razem z Brazylią i Argentyną formując tzw. potrójny alians.
Wojna toczyła się ze zmiennym szczęściem, a wrogie obozy walczyły z wielkim zacietrzewieniem. Paragwaj zmobilizował ok. 80 tys. żołnierzy, czyli co szóstego mieszkańca. W 1868, kiedy alianci zaczęli coraz bardziej osaczać Lópeza, stał się on coraz bardziej podejrzliwy nawet wobec własnych rodaków, podejrzewając istnienie spisku przeciwko niemu. Zarządził konfiskatę majątku kilkuset obywateli, a wiele osób zostało na jego rozkaz zamordowanych, łącznie z jego rodzonym bratem Venancio Lópezem, członkami rządu, sędziami, biskupami i innymi ważnymi osobistościami, a nawet przedstawicielami dyplomatycznymi innych państw.

## Śmierć
W końcu López został zepchnięty przez wrogie wojska do północnej części kraju. 1 marca 1870 został zaskoczony przez Brazylijczyków i zabity podczas próby ucieczki, gdy przepływał rzekę Aquidaban, koło Cerro Corá. Przeszyty lancą, miał powiedzieć przed śmiercią: „Umieram wraz z moją ojczyzną”. Jego syn Panchito, mianowany przez ojca pułkownikiem, odmówił złożenia broni i również zginął. Według legendy Eliza Lynch pochowała ich gołymi rękami. Szczątki dyktatora spoczęły w mauzoleum na wzór paryskiego Pałacu Inwalidów.
Śmierć Lópeza zakończyła najkrwawszą wojnę w historii Ameryki Południowej. Ludność kraju została zdziesiątkowana, a jego terytorium zmniejszyło się o jedną czwartą. Paragwaj musiał się także długo borykać z katastrofą demograficzną (po wojnie spośród 220 tys. mieszkańców było zaledwie 28 tys. mężczyzn).